# Sedini
Sedini (sardisch: Sèddini) ist eine italienische Gemeinde (comune) mit 1223 Einwohnern (Stand 31. Dezember 2023) in der Metropolitanstadt Sassari auf Sardinien. Die Gemeinde liegt etwa 34 Kilometer ostnordöstlich von Sassari. Bis zum Mittelmeer sind es etwa neun Kilometer in nördlicher Richtung. Im Gemeindegebiet liegt die Grotta di Conchi.

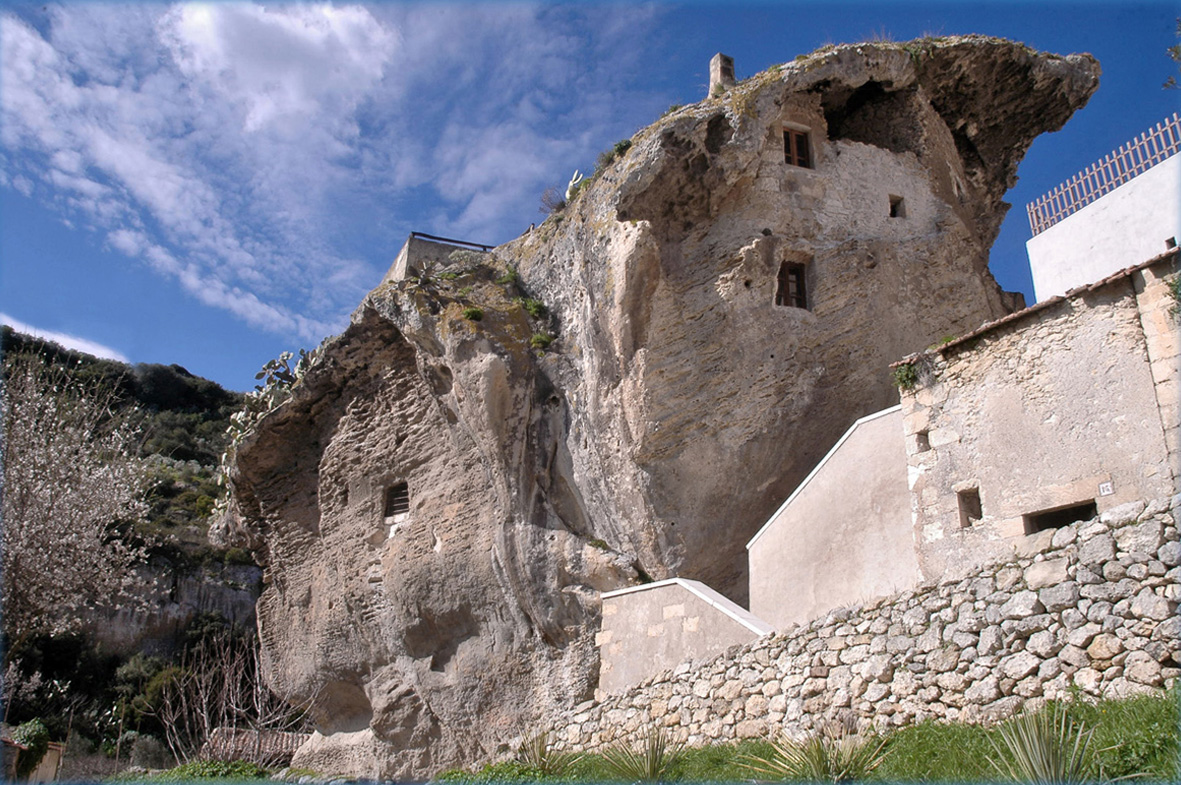
„La Rocca“

## Geschichte
Das historische Sedini nannte sich Setini oder Setin mit der Bedeutung eines Refugiums. Im Ortskern sind noch die Domus de Janas von Sedini, „La Rocca“ genannt erhalten, die vermutlich aus dem 4. und 3. Jahrtausend v. Chr. stammen.

## Verkehr
Durch die Gemeinde führt die Strada Statale 134 di Castel Sardo von Laerru nach Castelsardo.

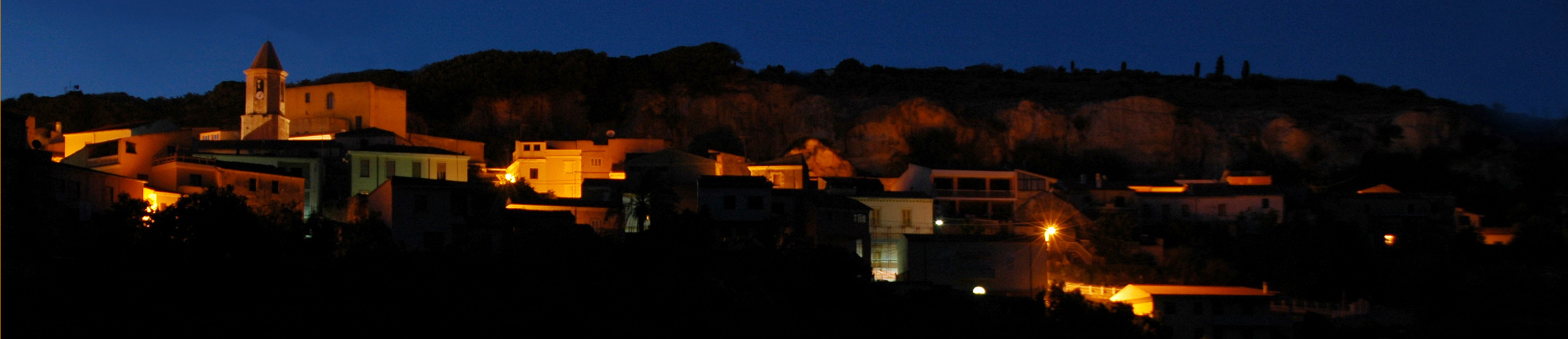
Das Ortszentrum bei Nacht